# Tony Nocita
Antonio Nocita, detto Tony (Winnipeg, 9 novembre 1963), è un ex calciatore ed ex giocatore di calcio a 5 canadese.

## Carriera
Nocita ha disputato, con la nazionale maschile di calcio a 5 del Canada, il FIFA Futsal World Championship 1989 in cui i nordamericani, inseriti nel girone comprendente Belgio, Argentina e Giappone, sono stati eliminati al primo turno. 